# Simón Radowitzky
Simón Radowitzky, né le 10 septembre ou novembre 1891 à Stepanice (Ukraine) et mort le 29 février 1956 à Mexico (Mexique), est un ouvrier argentin d'origine ukrainienne et militant anarchiste.
Il est l'un des prisonniers les plus connus de la colonie pénitentiaire d'Ushuaia, Province de Terre de Feu (Argentine), où il a été détenu 21 ans pour l'assassinat de Ramón Lorenzo Falcón, chef de la police de Buenos Aires responsable de la répression brutale de la Semaine rouge en 1909.

## Biographie

### Jeunesse dans l'Empire russe
Il naît à Stepanovka, petit village d'Ukraine, dans une famille ouvrière d'origine juive,,.
À l'âge de 10 ans, il abandonne l'école pour travailler dans un atelier de mécanique. À 14 ans, il participe à une première grève et est blessé par un coup de sabre à la poitrine. Il est ensuite condamné à 4 mois de prison pour une distribution de tracts.
Lors de la Révolution russe de 1905, il a 15 ans et est nommé secrétaire du soviet de son usine. Il est contraint à l'exil pour échapper à la déportation en Sibérie.

### Immigration en Argentine

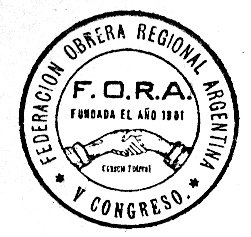
Federación Obrera Regional Argentina

Il arrive en Argentine en mars 1908, où il retrouve un travail de mécanicien.
Il lit la presse libertaire et en particulier La Protesta (es), anarcho-syndicaliste, publiée par la Fédération ouvrière régionale argentine (Federación Obrera Regional Argentina, FORA).
Le 1er mai 1909, à l'appel de la FORA, il participe à la manifestation place Lorea, à Buenos-Aires. Le chef de la police, le colonel Ramón Falcón, provoque un massacre en chargeant férocement les manifestants et en poursuivant la terreur durant la Semaine rouge.
Il décide alors de venger les ouvriers morts et prépare une bombe, qu'il jette le 14 novembre 1909 sur le colonel Falcón le tuant ainsi que son secrétaire. Il tente ensuite de se suicider. Hospitalisé, il se rétablit de la perforation par balle d'un poumon.

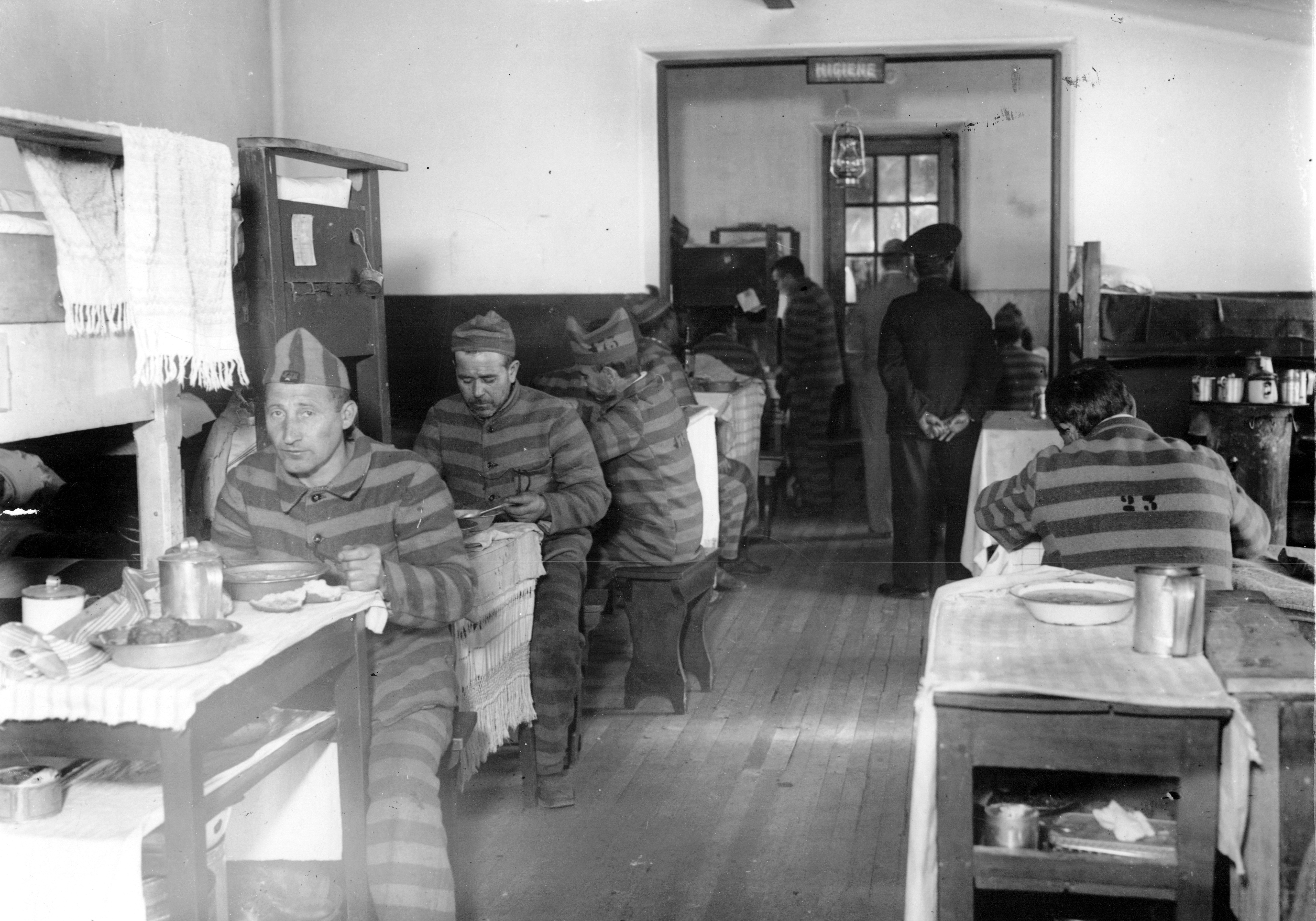
Bagne d'Ushuaia en 1933.

Condamné à mort, sa peine est ensuite commuée en prison à perpétuité en raison de son jeune âge et envoyé au bagne d'Ushuaia.
Le mouvement libertaire organise de nombreuses campagnes pour le faire libérer. L'anarchiste Miguel Arcangel Roscigna (es) va même jusqu'à se faire embaucher comme gardien du bagne pour tenter de le faire évader.

### Évasion et révolution espagnole
En novembre 1918, un groupe d'anarchistes parvient à le faire évader et à passer au Chili. Arrêtés par la marine chilienne ils sont remis aux autorités argentines.
Après 21 ans passé au bagne d'Ushuaia et de nombreuses campagnes de solidarité, il est finalement, au cours d'une audience en présence de l'anarchiste Salvadora Medina Onrubia le 14 avril 1930, amnistié par le président Hipólito Yrigoyen, avec l'obligation de quitter le territoire.

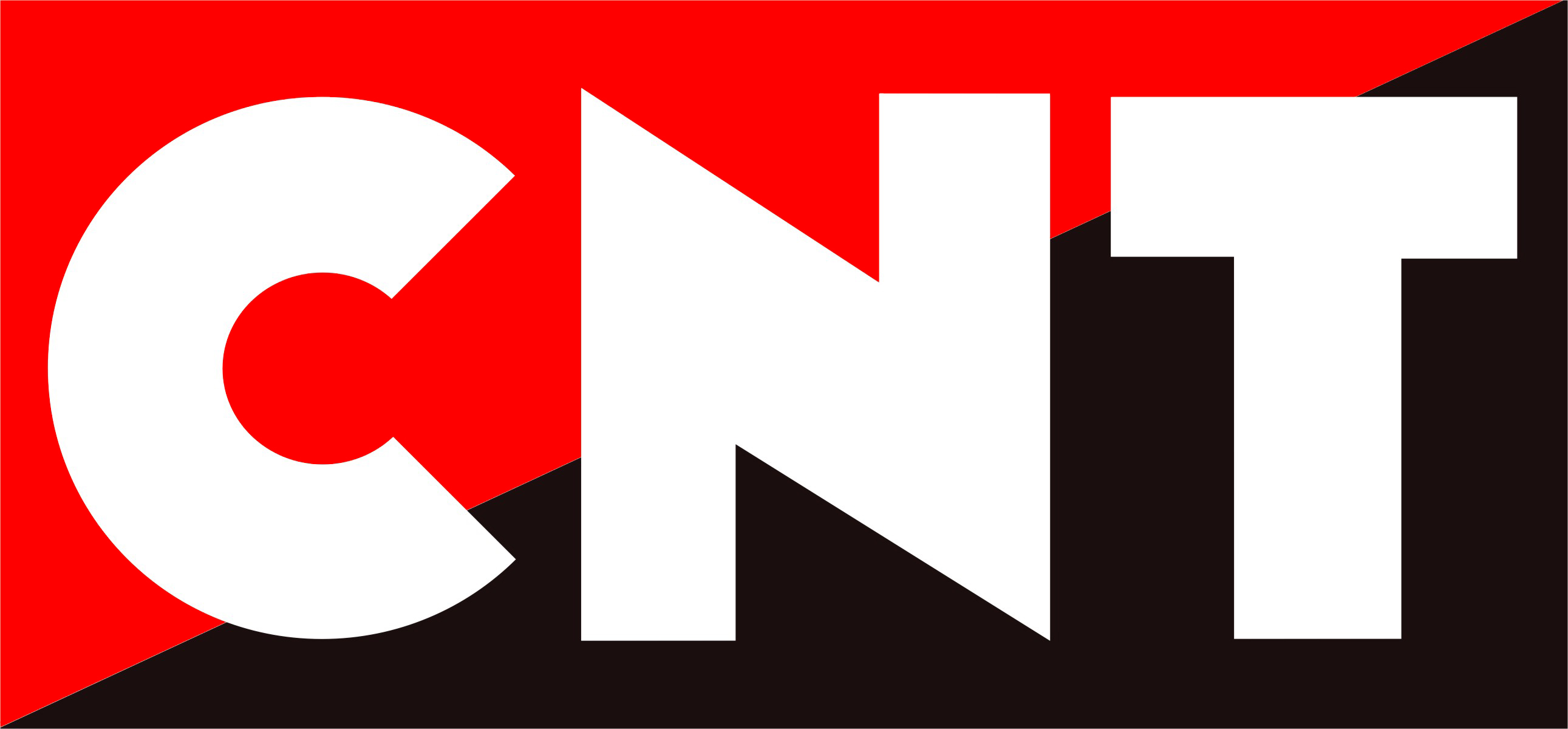
CNT

Il s'installe à Montevideo en Uruguay. Après le coup d'État du 31 mars 1933, il s'engage contre la dictature de Gabriel Terra. Arrêté, il est déporté sur l'Ile de Flores d'où il s'évade en 1933, puis rejoint l'Espagne.
Lors de la révolution sociale espagnole de 1936, il se bat sur le front d'Aragon et travaille ensuite pour l'Office de propagande extérieur de la Confédération nationale du travail à Barcelone.
En 1939, il est interné en France dans le camp de concentration de Saint-Cyprien dans les Pyrénées Orientales. Libéré, il part alors au Mexique où il se met au service de la Section internationale d'aide aux réfugiés de la Solidarité internationale antifasciste, en éditant des revues. Le poète uruguayen Ángel Falco, consul de son pays à Mexico, l'emploie dans la légation. Il travaille également dans une usine de jouets et décède d'une crise cardiaque le 4 mars 1956.

## Œuvres
- La voz de mi conciencia. Carta a la Federacion Obrera Regional Argentina Comunista, Buenos Aires, La Protesta, 1921, (OCLC 81413530).
- Collección de artículos aparecidos en el diario "El Trabajo", etc., Buenos Aires, La agruoación anarco-sindicalista La Lucha, 1922, (OCLC 82168696).

### Bande dessinée
- Agustín Comotto, Matricule 155, Simon Radowitzky, Vertige Graphic, 2017, 270 pages, présentation en ligne.

- (es) Agustín Comotto, 155[7], Madrid, Nordicalibros, 2016, 270 pages.

## Audiovisuel
- Julian Troksberg, Rolando Goldman, Simon Hijo del pueblo, Argentine, 73 min, 2013, (OCLC 879282363), voir en ligne.

## Notices
- L'Éphéméride anarchiste : notice biographique.
- Centre international de recherches sur l'anarchisme (Marseille) : notice bibliographique.
- Fédération internationale des centres d'études et de documentation libertaires : affiches.

- (en) Institut international d'histoire sociale (Amsterdam) : Simon Radowitzky (1891-1956).
- (en) Libcom : notice biographique.